# Zoubir Maâziz
Zoubir Maâziz (en arabe : زبير معزيز) est un footballeur international algérien né le 4 octobre 1949 à Belouizdad dans la wilaya d'Alger. Il évoluait au poste de défenseur central.
Il est le père du joueur Nadjib Maâziz.

## Biographie
Zoubir Maâziz évolue avec les clubs du CR Belouizdad, du DNC Asnam, du DNC Alger, du MB Tablat, et enfin de la JSM Chéraga.

### En équipe nationale
Zoubir Maâziz reçoit 21 sélections en équipe d'Algérie entre 1975 et 1977, sans inscrire de but. Il joue son premier match en équipe nationale le 24 août 1975, contre l'équipe de France amateure (victoire 2-0). Il joue son dernier match le 17 février 1977, contre le Kenya (victoire 4-1).
Il participe avec la sélection algérienne aux Jeux méditerranéens de 1975, organisés à Alger.

## Palmarès
CR Belouizdad
- Championnat d'Algérie :
  - Vice-champion : 1976-77.